# Contea palatina di Cefalonia e Zante

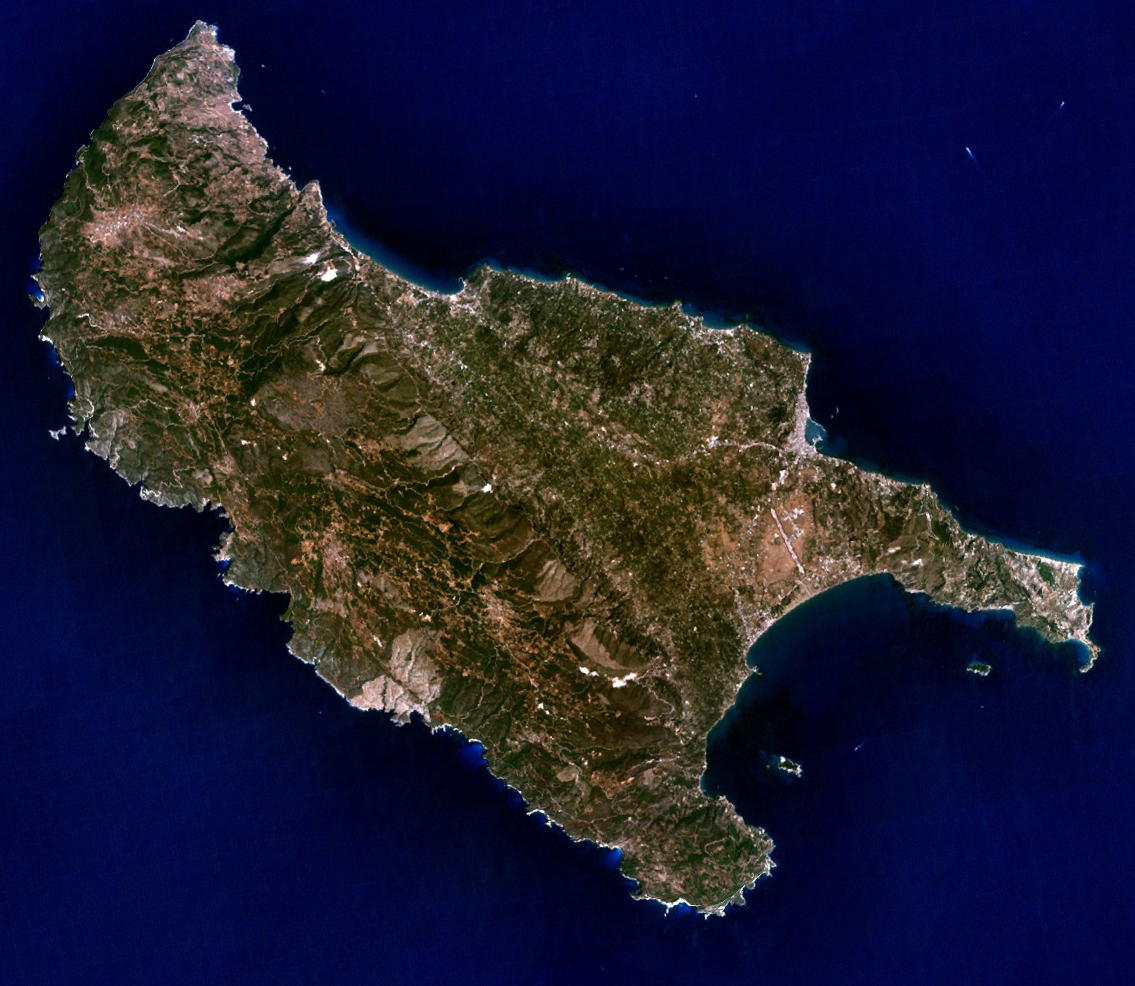
Immagine satellitare dell'isola di Zante.

La Contea palatina di Cefalonia e Zante è esistita dal 1185 fino al 1479, come parte del Regno di Sicilia prima e del Regno di Napoli poi.
Il titolo e il diritto di governare le isole ionie di Cefalonia e Zante fu originariamente dato nel 1185 da Guglielmo II, re di Sicilia, a Margarito di Brindisi per i suoi servizi.
Dopo Margarito, tramite una sua figlia, la contea passò a un ramo della famiglia Orsini fino al 1325, quando fu brevemente degli Angioini e poi, dal 1357, della famiglia Tocco. I Tocco usarono la contea come un trampolino di lancio per la loro acquisizione di terre nel continente greco, e riuscirono a ottenere il controllo sul Despotato dell'Epiro dal 1411 in poi. Tuttavia, di fronte all'avanzata dei turchi ottomani, persero i loro territori di terraferma e furono  nuovamente ridotti alla contea palatina, che tennero fino al 1479, quando questa fu divisa tra Venezia e gli Ottomani: Zante fu posta sotto il dominio diretto di Venezia mentre Cefalonia rimase sotto il dominio turco per 21 anni.

## Conti di Cefalonia
- Margarito da Brindisi (1185-1194)

Orsini
- Riccardo I Orsini, sposato alla figlia di Margarito (1197- inizi del XIII secolo)
- Matteo I Orsini (1197-1250), ma possedimento diretto della corona di Sicilia
- Riccardo II di Cefalonia (1250-1304)
- Giovanni I di Cefalonia (1304-1317)
- Nicola Orsini (1317-1318)
- Giovanni II Orsini (1318-1335), titolare, ma rivendicato come possedimento diretto dei sovrani angioini di Napoli
- Niceforo Orsini (1335 – 1358), titolare, ma rivendicato come possedimento diretto dei sovrani angioini di Napoli

Tocco
- Guglielmo Tocco (1358) associato con Niceforo II Orsini
- Leonardo I Tocco (1358-1381)
- Carlo I Tocco (1381-1429)
  - Maddalena Buendelmonti (1381-1388) reggente di Carlo I Tocco
  - Leonardo II Tocco (1414-1415) associato al trono con Carlo I Tocco
- Carlo II Tocco (1429-1448)
- Leonardo III Tocco (1448-1479) (1482-1500) dal 1500 fino al 1503 rivendicatore del titolo di conte di Cefalonia.
  - Raimondina Ventimiglia (1448-1460) reggente di Leonardo III Tocco
  - Francesca Marzano d'Aragona (1479-1480) (1482-1500) associato a Leonardo III Tocco
- Carlo III Tocco dal 1503 fino al 1518 rivendicatore del titolo di conte di Cefalonia.
- Leonardo IV Tocco dal 1518 fino alla sua morte rivendicatore del titolo di conte di Cefalonia.